# Раимкулова, Жамал
Жамал Раимкулова (каз. Жамал Райымқұлова, 1910 год, Аулиеатинский уезд, Российская империя — дата и место смерти неизвестны) — колхозница, звеньевая колхоза «Бирлик-Истем», Герой Социалистического Труда (1948).

## Биография
Родилась в 1910 году в Аулие-Атинском уезде Сырдарьинской области (ныне — Шуский район Жамбылской области Казахстана).
В 1930 году вступила в колхоз «Бирлик-Истем». Первоначально работала рядовой колхозницей. В 1945 году была назначена звеньевой свекловодческого звена.
В 1947 году свекловодческое звено пол руководством Жамал Раимкуловой собрало по 480 центнеров сахарной свеклы вместо запланированных 210 центнеров. В 1946 году звено собрало 581 центнеров сахарной свеклы при плане 230 центнеров. В 1947 году звено собрало с участка площадью 5 гектаров по 809,4 центнеров сахарной свеклы. За этот доблестный труд она была удостоена в 1948 году звания Героя Социалистического Труда.
С августа 1953 года работала председателем Панфиловского сельсовета Чуйского района до сентября 1955 года.
С 1966 года — на пенсии.

## Награды
- Герой Социалистического Труда (1948);
- Орден Ленина (1948);
- Орден Трудового Красного Знамени;
- Медаль «За трудовую доблесть».